# Diecéze Allentown
Diecéze Allentown je římskokatolická diecéze nacházející se ve Spojených státech amerických.

## Území
Zahrnuje území okresy Berks County, Carbon County, Lehigh County, Northampton County a Schuylkill County státu Pensylvánie.
Biskupským sídlem je Allentown, kde se nachází hlavní chrám, katedrála svaté Kateřiny Sienské.

## Historie
Diecéze byla zřízena 28. ledna 1961 bulou Philadelphiensis Latinorum papeže Jana XXIII. z části území filadelfské arcidiecéze.

## Seznam biskupů
- Joseph Mark McShea (1961–1983)
- Thomas Jerome Welsh (1983–1997)
- Edward Peter Cullen (1997–2009)
- John Oliver Barres (2009–2016)
- Alfred Andrew Schlert (od 2017)